# Paramartinsia quadrimaculata
Paramartinsia quadrimaculata là một loài bọ cánh cứng trong họ Cerambycidae.